# Syn Zorna
Syn Zorna (ang. Son of Zorn) – amerykański serial telewizyjny (sitcom częściowo animowany) wyprodukowany przez Lord Miller Productions, Titmouse, Inc. oraz 20th Century Fox Television, którego twórcami są Reed Agnew i Eli Jorne. Premiera serialu była zaplanowana 25 września 2016 roku przez FOX, ale została przesunięta na 11 września 2016 roku

W Polsce "Syn Zorna" był emitowany od 5 marca 2017 roku do 9 kwietnia 2017 roku przez Fox Comedy.

11 maja 2017 roku, stacja FOX ogłosiła anulowanie serialu po jednym sezonie z powodu niskiej oglądalności.

## Fabuła
Serial opowiada o przygodach animowanego wojownika, Zorn, który powraca po 10 latach do realnego hrabstwa Orange, aby poprawić swoje stosunki z synem i byłą żoną.

## Obsada

### Główna
- Jason Sudeikis jako Zorn[5]
- Johnny Pemberton jako Alangulon aka "Alan"
- Cheryl Hines jako Edie[5]
- Tim Meadows jako Craig[5]
- Artemis Pebdani jako Linda[5]
- Nick Offerman jako dr Klorpis[6]

## Odcinki
| Sezon | Sezon | Odcinki | Oryginalna emisja | Oryginalna emisja | Oryginalna emisja | Oryginalna emisja | Oryginalna emisja |
| Sezon | Sezon | Odcinki | Premiera sezonu   | Finał sezonu      | Premiera sezonu   | Finał sezonu      |                   |
| ----- | ----- | ------- | ----------------- | ----------------- | ----------------- | ----------------- | ----------------- |
|       | 1     | 13      | 11 września 2016  | 19 lutego 2017    | 5 marca 2017      | 9 kwietnia 2017   |                   |

### Sezon 1 (2016-2017)
| #  | Tytuł                                                     | Reżyseria      | Scenariusz                    | Premiera FOX         | Premiera Fox Comedy |
| -- | --------------------------------------------------------- | -------------- | ----------------------------- | -------------------- | ------------------- |
| 1  | 'Powrót do Orange County' Return to Orange County         | Eric Appel     | Reed Agnew, Eli Jorné         | 11 września 2016     | 5 marca 2017        |
| 2  | 'Obrońca młodzieńczej miłości' Defender of Teen Love      | Eric Appel     | Eli Jorné                     | 25 września 2016     | 5 marca 2017        |
| 3  | 'Wojna w miejscu pracy' The War of the Workplace          | Eric Appel     | Monica Padrick                | 2 października 2016  | 12 marca 2017       |
| 4  | 'Weekendowy wojownik' The Weekend Warrior                 | Payman Benz    | Elijah Aron, Jordan Young     | 16 października 2016 | 12 marca 2017       |
| 5  | 'Posmak Zephyrii' A Taste of Zephyria                     | Bill Benz      | Dan Mintz                     | 23 października 2016 | 19 marca 2017       |
| 6  | 'Opowieść o dwóch Zornach' A Tale of Two Zorns            | Eric Appel     | Greg Gallant                  | 6 listopada 2016     | 19 marca 2017       |
| 7  | 'Bitwa w Dniu Dziękczynienia' The Battle of Thanksgiving  | Payman Benz    | Jon Kern                      | 13 listopada 2016    | 26 marca 2017       |
| 8  | 'Powrót kumpla od kieliszka' Return of the Drinking Buddy | Eric Appel     | Reed Agnew                    | 4 grudnia 2016       | 26 marca 2017       |
| 9  | 'Świąteczna wojna' The War on Grafelnik                   | Eric Appel     | Kevin Etten                   | 11 grudnia 2016      | 2 kwietnia 2017     |
| 10 | 'Radioaktywna była dziewczyna' Radioactive Ex-Girlfriend  | Bill Benz      | Amelie Gillette               | 8 stycznia 2017      | 2 kwietnia 2017     |
| 11 | 'Walka o samoakceptację' The Battle of Self-Acceptance    | Bill Benz      | Elijah Aron, Jordan Young     | 22 stycznia 2017     | 9 kwietnia 2017     |
| 12 | 'Poszukiwania Craiga' The Quest for Craig                 | Jared Hess     | Mark Schenneman, Matt Stoller | 12 lutego 2017       | 9 kwietnia 2017     |
| 13 | 'Wszyscy kochają syna Zorna' All Hail Son of Zorn         | Claire Scanlon | Reed Agnew                    | 19 lutego 2017       | 9 kwietnia 2017     |

## Produkcja
- 29 lipca 2015 roku ogłoszono, że Jason Sudeikis, Cheryl Hines, Tim Meadows i Artemis Pebdani dołączyli do obsady[5].
- 11 listopada 2015 roku stacja FOX zamówiła pierwszy sezon komedii fantasy[20].
- 11 maja 2016 roku stacja FOX ogłosiła, że serial będzie emitowany jesienią, w sezonie telewizyjnym 2016/2017[21].
- 26 czerwca 2016 roku Nick Offerman dołączył do obsady[6].